# After Hours
After Hours är ett studioalbum av den brittiske (nordirländske) blues- och rockartisten Gary Moore, utgivet 1992. Albumet har en tydlig blueskaraktär istället för den hårdrock och irländska folkmusik som på hans tidigare album. Stora bluesnamn som gästspelar på detta album är Albert Collins på "The Blues is Alright" och BB King som är med på "Since I Met You Baby".

## Låtlista
1. Cold Day In Hell - 4:27 (Gary Moore)
2. Don’t You Lie To Me (I Get Evil) - 2:30 (Hudson Whittaker)
3. Story Of The Blues - 6:42 (Gary Moore)
4. Since I Met You Baby - 2:52 (Ivory Joe Hunter) - Featuring B.B. King
5. Separate Ways - 4:54 (Gary Moore)
6. Only Fool In Town - 3:52 (Gary Moore)
7. Key To Love - 1:59 (John Mayall)
8. Jumpin’ At Shadows - 4:20 (Duster Bennett)
9. The Blues Is Alright - 5:44 (Milton Campbell) - Featuring Albert Collins
10. The Hurt Inside - 5:53 (Gary Moore)
11. Nothing’s The Same - 5:06 (Gary Moore)
Spår 12 - 16 år bonusspår på 2003 års digitally remastered edition / nyutgåva
Dessa bonusspår var tidigare utgivna som CD-singelspår.
12. All Time Low (Extended Version) - 8:40 (Gary Moore) - Samma inspelning som på Cold Day In Hell CD-Singel VSCDT 1393, men på CD-singel är den avkortad och nedtonad mot slutet till en spellängd av 5 minuter och 59 secunder.
13. Woke Up This Morning - 3:51 (B.B. King / Jules Taub) - Från Cold Day In Hell CD-Singel VSCDT 1393
14. Movin’ On Down The Road - 3:35 (Gary Moore) - Från Story Of The Blues CD-Singel VSCDT 1412
15. Don’t Start Me Talkin - 3:04 (Sonny Boy Williamson) - Från Since I Met You Baby CD-Singel VSCDG 1423
16. Once in a Blue Mood (Instrumental) - 7:34 (Gary Moore / Will Lee / Anton Fig / Tommy Eyre) - Från Since I Met You Baby CD-Singel VSCDG 1423

## Medverkande musiker på albumet
- Gary Moore – gitarr, sång
- Will Lee, Bob Daisley, Johnny B. Gaydon – basgitarr
- Graham Walker - Anton Fig – trummor
- Tommy Eyre - keyboard
- Martin Drover - trumpet
- Frank Mead, Nick Pentelow, Nick Payn – saxofon
- Andrew Love, Wayne Jackson – The Memphis Horns
- Carol Kenyon och Linda Taylor – sång
- Richard Morgan - oboe
- B.B. King - gitarr, sång på "Since I Met You Baby"
- Albert Collins - gitarr på "The Blues is Alright"

## CD-Singlar från albumet
Cold Day In Hell - Virgin CD-Singel VSCDT 1393 (February 1992)
1. Cold Day In Hell - 4:27 (Gary Moore)
2. All Time Low - 5:59 (Gary Moore)
3. Stormy Monday (LIVE At The Royal Albert Hall) Featuring Albert King - 10:21 (T-Bone Walker) - Detta spår är endast med på denna CD-Singel.
4. Woke Up This Morning - 3:51 (B.B. King / Jules Taub)

Story Of The Blues - Virgin CD-Singel VSCDG 1412 (May 1992)
1. Story Of The Blues - 4:36 (Gary Moore) - Samma inspelning som på albumet, men på CD-singel versionen är den avkortad och nedtonad mot slutet.
2. Movin' Down The Road - 3:35 (Gary Moore)
3. Midnight Blues - 6:59 (Gary Moore) (LIVE At The Royal Albert Hall) - Detta spår är endast med på denna CD-singel.
4. Story Of The Blues (The Dry Mix) - 4:39 (Gary Moore) - Denna version är endast med på denna CD-singel.

Story Of The Blues - Virgin CD-Singel VSCDT 1412 (Juni 1992)
1. Story Of The Blues - 4:36 (Gary Moore) - Samma inspelning som på albumet, men på CD-singel versionen är den avkortad och nedtonad mot slutet.
2. Movin' Down The Road - 3:35 (Gary Moore)
3. King Of The Blues - 5:54 (Gary Moore) (LIVE At The Royal Albert Hall) - Detta spår är endast med på denna CD-singel.
4. Story Of The Blues (The Long Version) - 5:47 (Gary Moore) - Denna version är endast med på denna CD-singel.

Since I Met You Baby - Virgin CD-Singel VSCDG 1423 (Augusti 1992)
1. Since I Met You Baby (Featuring B.B. King) - 2:52 (Ivory Joe Hunter)
2. Don’t Start Me Talkin - 3:04 (Sonny Boy Williamson)
3. Once in a Blue Mood (Instrumental) - 7:34 (Gary Moore / Will Lee / Anton Fig / Tommy Eyre) - Detta spår är tidigare endast med på denna CD-singel.
4. The Hurt Inside - 5:53 (Gary Moore)

Since I Met You Baby - Virgin CD-Singel VSCDT 1423 (September 1992)
1. Since I Met You Baby (Featuring B.B. King) - 2:52 (Ivory Joe Hunter)
2. Texas Strut - 7:08 (Gary Moore) (LIVE At The Royal Albert Hall) - Detta spår är endast med på denna CD-singel.
3. Moving On - 2:51 (Gary Moore) (LIVE At The Royal Albert Hall) - Detta spår är endast med på denna CD-singel.
4. The Hurt Inside - 5:53 (Gary Moore)

Only Fool in Town - (USA Only)
Separate Ways - Virgin CD-Singel VSCDT 1437 (Oktober 1992)
1. Separate Ways - 4:25 (Gary Moore)
2. Only Fool In Town - 3:52 (Gary Moore)
3. You Don't Love Me - 3:53 (Willie Cobbs) (LIVE At The Royal Albert Hall) - Detta spår är endast med på denna CD-singel.
4. The Stumble - 2:58 (Freddie King) (LIVE At The Royal Albert Hall) - Detta spår är endast med på denna CD-singel.

Separate Ways - Virgin CD-Singel VSCDX 1437 (November 1992)
1. Separate Ways - 4:25 (Gary Moore)
2. Only Fool In Town - 3:52 (Gary Moore)
3. Further On Up The Road - 6:06 (Joe Veasey / Dan Robey) (LIVE At The Royal Albert Hall - Featuring Albert Collins) - Detta spår är endast med på denna CD-singel.
4. Caldonia - 5:32 (Henry Qualls / Fleecie Moore) (LIVE At The Royal Albert Hall - Featuring Albert Collins And Albert King) - Detta spår är endast med på denna CD-singel.